# 394
| 394                |
| ------------------ |
| Dødsfald - Fødsler |
|                    |

| Gregoriansk kalender | 394 CCCXCIV             |
| Ab urbe condita      | 1147                    |
| Armensk kalender     | I/T                     |
| Kinesiske kalender   | 3090 – 3091 癸巳 – 甲午 |
| Etiopisk kalender    | 386 – 387               |
| Jødisk kalender      | 4154 – 4155             |
| Hindukalendere       |                         |
| - Vikram Samvat      | 449 – 450               |
| - Shaka Samvat       | 316 – 317               |
| - Kali Yuga          | 3495 – 3496             |
| Iransk kalender      | 228 BP – 227 BP         |
| Islamisk kalender    | 235 BH – 234 BH         |

Se også 394 (tal)

## Sport
- Olympiske lege forbydes af religiøse grunde (genoptages først 1896).